# Doris Changeywo
Doris Chepkwemoi Changeywo, née le 12 décembre 1984, est une athlète kényane.

## Carrière
Doris Changewyo est médaillée d'or du 10 000 mètres aux Jeux mondiaux militaires d'été de 2007.
Elle est médaillée d'argent en cross long par équipes aux Championnats du monde de cross-country 2008 et remporte la même année le Great Ireland Run. Elle obtient la médaille d'argent du 10 000 mètres aux Jeux du Commonwealth de 2010. Médaillée de bronze individuelle aux Championnats d'Afrique de cross-country 2011, elle est la même année médaillée d'or du 10 000 mètres des Jeux mondiaux militaires.
Elle remporte le Marathon de Singapour en 2015.